# Globalbudget
Ein Globalbudget oder Globalhaushalt ist bei öffentlichen Haushalten ein Verfahren der Mittelbereitstellung, bei dem nur ein pauschaler Betrag bewilligt wird. Über diesen Betrag kann die Verwaltungsorganisation weitgehend unabhängig verfügen. Intern muss diese den Betrag im Rahmen einer Mittelverteilung weiter auf einzelne Einheiten verteilen.

## Grundsätze der Globalbudgetierung
Die Globalbudgetierung in ihrer Reinform bildet den strukturellen Rahmen für eine Dezentralisierung der Haushaltverantwortung innerhalb der Verwaltung. Es schafft die Möglichkeit,
1. Aufwandarten bzw. Ausgaben gegenseitig zu verrechnen, d. h. bspw. bei weniger Sachaufwand kann der Personalaufwand entsprechend gesteigert werden (gegenseitige Deckungsfähigkeit).
2. Aufwand und Ertrag bzw. Einnahmen gegenseitig zu verrechnen, d. h. bspw. mit zusätzlichen Erträgen können weitere Aufwendungen (Personalstellen) finanziert werden (unechte Deckungsfähigkeit).

Damit bekommen die Verwaltungsmanager neue Spielräume für die Bewirtschaftung der Ressourcen. Gleichzeitig müssen sie aber darauf achten, dass die Netto-Summe der Aufwendungen nicht überschritten wird.

## Internationale Begriffe
Der Begriff Globalbudget kommt aus Österreich, in Deutschland wird wiederum der Begriff Globalhaushalt verwendet. Im Französischen wird gerne auch der Begriff enveloppe budgetaire verwendet, in Kombination mit einem mandat de prestations (Leistungsmandat).
Im englischen Sprachraum werden unterschiedliche Begriffe für die Globalbudgetierung verwendet. Die eher britisch orientierten Länder sprechen oft von one-line budgeting. Damit wird die Tatsache angesprochen, dass mit dem Netto-Aufwand nur noch eine Linie im Haushalt rechtlich fixiert wird. Die eher amerikanisch orientierten Länder sprechen oft von lump-sum budgeting. Dies stellt die pauschale („lump-sum“) Abgeltung bestimmter Leistungen in den Vordergrund.
Fälschlicherweise wird auch der Begriff global budgeting als wörtliche Übersetzung vom Deutschen ins Englische verwendet. Diese Bezeichnung macht im Englischen keinen Sinn („weltweite Haushaltsführung“).

## Verbindung mit Leistungsvorgaben
Das Globalbudget gibt den Führungskräften in der Verwaltung (Public Managern) mehr Handlungsspielraum in der Verwendung ihrer Ressourcen.
Gegenüber der Politik wird dieser Gewinn an Freiheiten in der Regel kompensiert durch eine konkretere Vorgabe der Leistungs- und/oder Wirkungsziele. Der neue Kanal der Einflussnahme auf die Verwaltung ist damit nicht mehr der Haushalt, sondern die Leistungs- und Wirkungsziele.
Werden finanzielle Mittel an zu erstellende Leistungen gebunden (Spezifikation an den Leistungen), so spricht man auch von einem Produkthaushalt oder in der Schweiz von einem Produkt(gruppen)budget (engl. performance budget).
Ohne die Anbindung an Leistungsvorgaben schwächt das Globalbudget die Einflussmöglichkeiten der Politik. Protagonisten des New Public Management betonen hingegen, dass die Politik an Einfluss gegenüber der Verwaltung gewinnt, wenn sie ihre Möglichkeiten der Leistungssteuerung ausschöpft.
Die Mittelbereitstellung über Globalhaushalte ist bei Hochschulen weit verbreitet.